# Саратовська ГЕС
Саратовська гідроелектростанція (ім. Ленінського комсомолу) — на річці Волга в Саратовській області, в місті Балаково. Входить в Волзько-Камський каскад ГЕС.

## Загальні відомості
Будівництво ГЕС почалося в 1956, закінчилося в 1971. Є гідроелектростанцією руслового типу. Склад споруд ГЕС:
- будівля ГЕС руслового типу, поєднане з водозливною гребля;
- руслова земляна гребля найбільшою висотою 40 м і довжиною 1260 м;
- дамби найбільшою висотою 23 м і загальною довжиною 14 км;
- двониткові однокамерні шлюзи;
- верховий та низовий канали;
- рибопідйомник.

Спорудами ГЕС проходять автодорожній і залізничний переходи.
Потужність ГЕС — 1270 МВт, середньорічне вироблення — 5352 млн кВт • год. У будівлі ГЕС встановлено 24 гідроагрегати, що працюють при розрахунковому напорі 9,7 м: 21 поворотно-лопаткових гідроагрегатів ПЛ-20/661-ВБ-1030 потужністю по 60 МВт, 2 горизонтально-капсульних гідроагрегати ПЛ-20/548-ГК-750 потужністю по 45 МВт (в даний час демонтовані), 1 гідроагрегат рибоходу ПЛ-661-СБ-500 потужністю 10 МВт. Обладнання ГЕС застаріло, проходить заміну та модернізацію. Напірні споруди ГЕС утворюють велике Саратовське водосховище.
Саратовська ГЕС спроектована інститутом «Гідропроект».

## Економічне значення
Саратовська ГЕС використовується для роботи в піковій частині графіку навантаження Об'єднаної енергосистеми Центру Росії. Водосховище ГЕС забезпечує підтримку судноплавства на р. Волга, водопостачання низки промислових об'єктів, у тому числі Балаковської АЕС, зрошення значної кількості посушливих земель.
Саратовська ГЕС входить до складу ВАТ «РусГидро» на правах філії.

### Показники діяльності
| 2006    | 2007      | 2008    | 2009   | 2010   | 2011   | 2012   | 2013   | 2014   |
| ------- | --------- | ------- | ------ | ------ | ------ | ------ | ------ | ------ |
| 5 468,0 | 6 226,131 | 5 743,8 | 5813,7 | 5210,0 | 5296,5 | 5681,4 | 6001,7 | 5599,6 |

## Історія будівництва та експлуатації
Датою утворення будівельно-монтажного управління Саратовгесстрой можна вважати 1 червня 1956, коли в Раді Міністрів СРСР було підписано відповідний наказ. Перший варіант проекту передбачав наглухо перекрити земляною греблею праву Волзьку протоку і частину острова Пустинний, а ліву перегородити бетонною водозливною греблею і спорудами гідроелектростанції (приблизно в районі старої пристані). Шлюзований судноплавний канал передбачалося прорити на лівому березі.
Головний інженер Саратовгэсстрой Іванцов запропонував перенести створ греблі і споруд гідроелектростанції вище острова Пустинного. Це, на його думку, зберігало природні особливості русла Волги нижче гідровузла, і, крім того, будівельникам не треба було працювати в руслі річки, так як котлован розташовувався на березі.
Поки зміни проекту узгоджувалися і затверджувалися, роботи тривали. Вже 21 жовтня 1957 на будівництво по побудованої ЛЕП стала надходити електроенергія з Куйбишевської ГЕС. Саратовську ГЕС зводили ентузіасти всесоюзного ударного будівництва. За великі заслуги молоді при будівництві гідроелектростанції, 18 травня 1970 станції було присвоєно звання «імені Ленінського комсомолу». Основне русло Волги було перекрито восени 1967, перші чотири гідроагрегату введені в експлуатацію в грудні 1967. У листопаді 1971 Державна комісія підписала акт про приймання гідростанції у постійну експлуатацію.
В 2003 за рішенням РАТ «Єдина електроенергетична система Росії» було створено відкрите акціонерне товариство «Саратовська ГЕС» зі статутним капіталом 12 мільярдів 365 мільйонів рублів. У квітні 2004 підприємство урочисто відзначило випуск «ювілейної кіловат-години» — з моменту пуску першої турбіни станція видала в єдину енергосистему Росії 200 мільярдів кіловат-годин. Наприкінці 2007 року ВАТ «Саратовська ГЕС» було ліквідовано, а станція ввійшла до складу ВАТ «ГідроОГК» (пізніше ввійшла до складу ВАТ РусГідро) на правах філії.
Реконструкція
На початку ХХІ сторіччя на ГЕС проводяться роботи з модернізації, так, в 2006 на ці цілі ВАТ «ГідроОГК» виділив понад 765 млн рублів, в 2008 році було виділено понад 1 млрд руб. Проводиться модернізація гідросилового обладнання, що включає капітальний заводський ремонт робочих коліс гідроагрегатів на потужностях ВАТ «Тяжмаш», а також реконструкцію гідрогенераторів (виробляється на потужностях новосибірського заводу «ЭЛСИБ»), що дозволить у майбутньому, після заміни робочих коліс на ефективніші, збільшити потужність станції (потужність гідрогенераторів збільшується з 60 до 66 МВт),. До кінця 2008 року таким чином було модернізовано 13 гідроагрегатів станції. Горизонтальні капсульні агрегати, чия конструкція мала експериментальний характер і виявилася не дуже вдалою, в наш час[коли?] замінюються повністю. 16 червня 2008 ВАТ «Силові машини» та ВАТ «ГідроОГК» підписали контракт на заміну даних гідроагрегатів. Нові гідроагрегати будуть мати потужність по 54 МВт і повинні бути поставлені в 2010—2011 роках. Також проводиться заміна трансформаторів, обладнання відкритих розподільних пристроїв (оновлено на 90 %), зміцнюється дно річки в нижньому б'єфі ГЕС.
- У листопаді 2008 року було оголошено конкурс на заміну однієї з гідротурбін станції (станційний № 8). Згідно з умовами конкурсу, нова турбіна повинна бути запущена до кінця 2011 року[6]..
- 30 квітня 2009 введено в дію реконструйований гідроагрегат № 15[7].